# Monte Nuvolau
Monte Nuvolau je hora o nadmořské výšce 2574 m n. m. ležící ve stejnojmenné horské skupině v Ampezzanských Dolomitech. Nachází se mezi o něco vyššími sousedními horami Monte Averau a Ra Gusela. Horská skupina leží mezi průsmyky Falzaregopass a Passo di Giau na pomezí obcí Cortina d'Ampezzo a Colle Santa Lucia. Z obou průsmyků vedou výstupové trasy na vrchol.

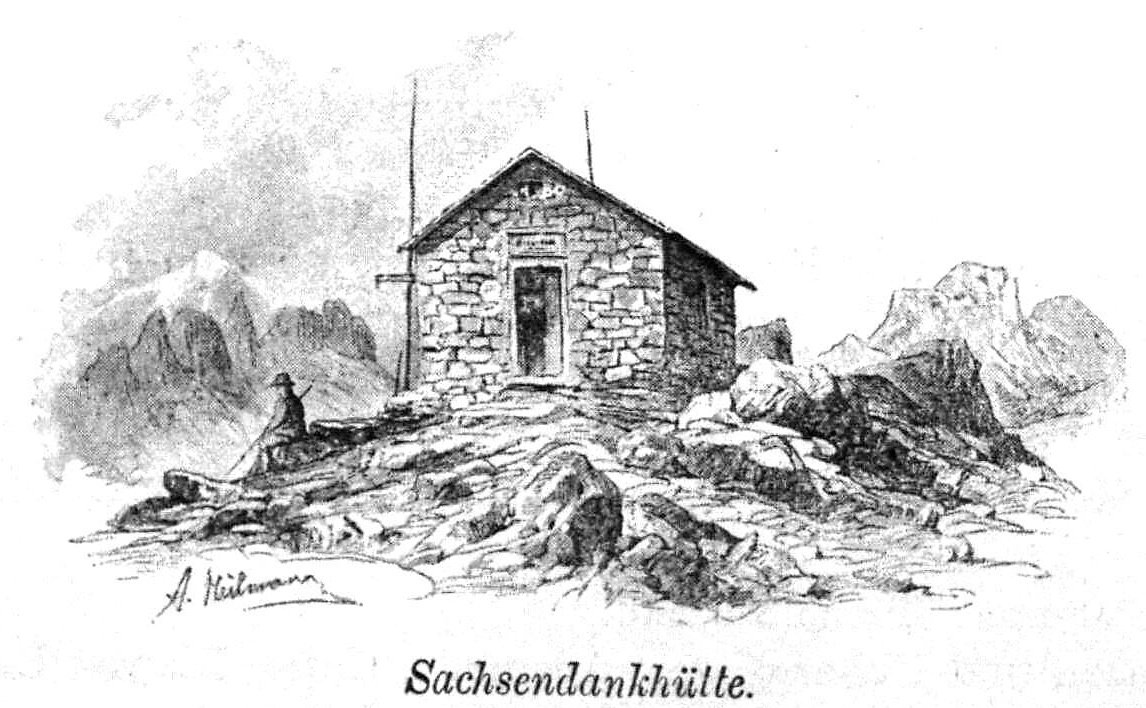
Sachsendankhütte (Rifugio Nuvolau) okolo roku 1894

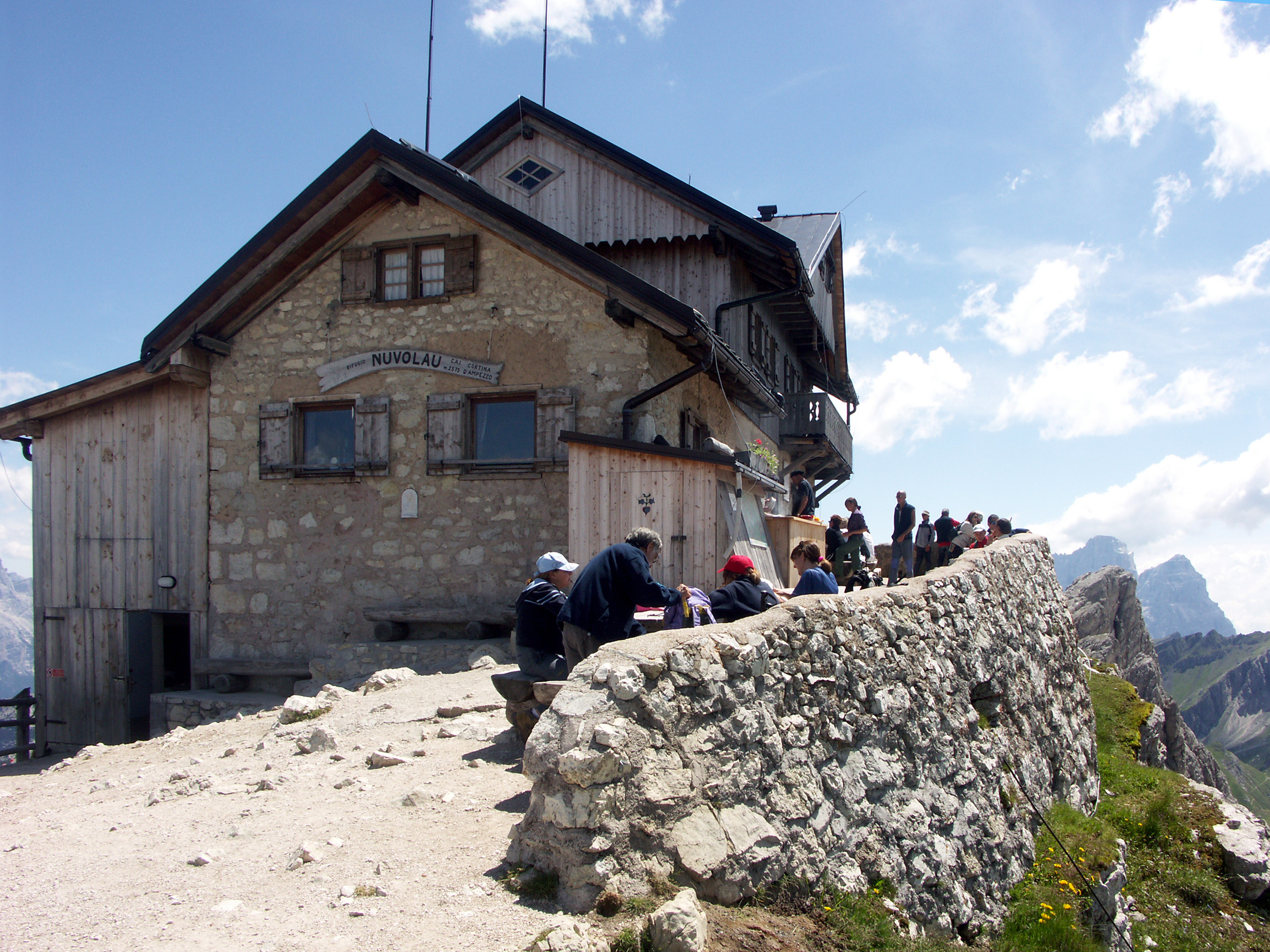
Nuvolau-Hütte (2005)

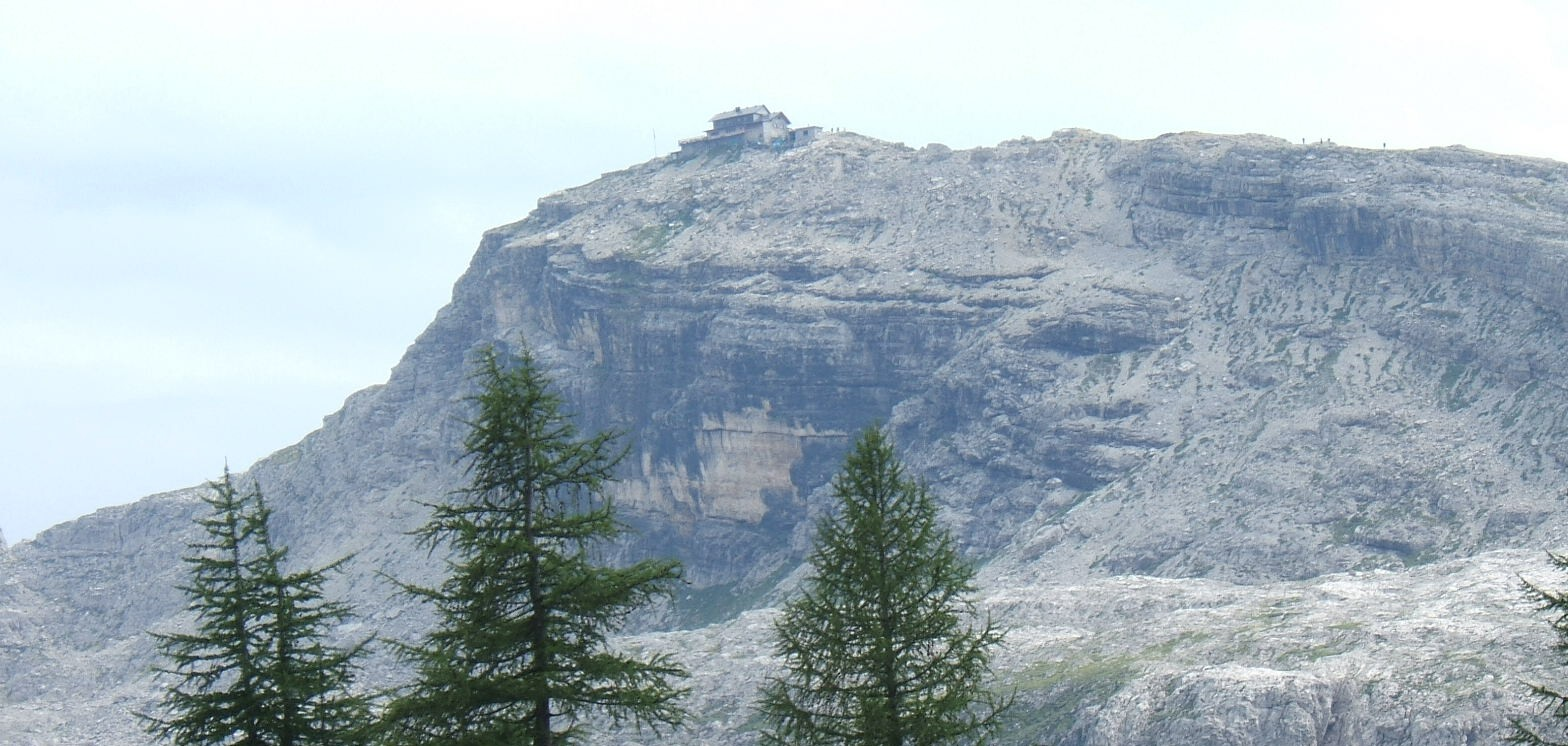
Rifugio Nuvolau

Na vrcholu Monte Nuvolau se nachází horská chata Rifugio Nuvolau. Byla postavena již v roce 1883 a je nejstarším útočištěm v horské oblasti Cortina d'Ampezzo. Byla postavena z daru saského důstojníka Richarda von Meerheimb jako poděkování za jeho uzdravení z plicní choroby v Cortině d'Ampezzo. Z tohoto důvodu nesla původně název "Sachsendank". Kvůli své extrémní vrcholové poloze nenabízí chata takový komfort jako mnohé jiné vysokohorské chaty. Rifugio Nuvolauje zásobováno nákladní lanovkou z Rifugio Cinque Torri na stejnojmenné hoře na severovýchodě, kam vede cesta. Chata Nuvolau byla během horské války v letech 1915-1918 důležitým pozorovacím bodem.
Panoramatický výhled z vrcholu Monte Nuvolau zahrnuje ledovec Marmolata na západě a jihozápadě, Col di Lana na západě a skupinu Sella za ním a Tofane na severu. Na východě za Cortinou d'Ampezzo jsou vidět horské skupiny Cristallo a Sorapiss. Daleký výhled na sever sahá až k hlavnímu rakouskému alpskému hřebenu. Vrchol je poměrně snadno dostupný. Běžná trasa vede z jihu z Passo di Giau na vrchol asi za hodinu a půl. Ze severu se dostanete na parkoviště na Strada Statale 48 delle Dolomiti. Odtud jezdí sedačková lanovka na horní stanici u Rifugio Scoiattoli pod Cinque Torri ve výšce 2225 metrů. Chybějících 350 metrů výškového rozdílu až na vrchol Monte Nuvolau lze překonat přibližně za hodinu a čtvrt.
Dolomitská vysokohorská stezka číslo 1, nazývaná také klasická stezka, vede podél Monte Nuvolau, jejíž varianta zahrnuje cestu k chatě s následným sestupem po východní straně hory.